# Lodi
Lodi (lombardul Lod) az olaszországi Lombardiában, az Adda folyó jobb partján fekvő település, Lodi megye és a Lodi egyházmegye székhelye.

## Történet
1158. augusztus 3-án alapította I. Barbarossa Frigyes az ókori város, Laus Pompeia elpusztítása után. A reneszánsz alatt kulturális virágzását élte, miután 1454-ben itt írták alá az olasz regionális államok az ún. lodi békét.
Az első koalíciós háború során, 1796. május 10-én Napoléon Bonaparte francia tábornok csapata a lodi Adda-híd elfoglalásáért győzelmes csatát vívott a osztrák csapatok ellen.

## Közlekedés
Lodi gépjárművel könnyen megközelíthető az A1-es autópályáról. 
Vasútállomása, a Stazione di Lodi a Milánó–Bologna-vasútvonal mentén fekszik.

## Népesség
A település lakossága az elmúlt években az alábbi módon változott:
| Lakosok száma | 43 325 | 45 212 | 45 252 | 44 709 |
|               | 2012   | 2017   | 2018   | 2023   |